# 上高瀬村
上高瀬村（かみたかせむら）は、香川県三豊郡にあった村。

## 歴史
- 1890年2月15日 - 町村制施行に伴い、三野郡上高瀨村、新名村（しんみょうむら）が合併し、上高瀨村が発足。
- 1899年4月1日 - 三野郡が豊田郡と合併し、三豊郡となる。
- 1955年3月31日 - 勝間村・比地二村・二ノ宮村・麻村と新設合併し、高瀬町が発足。同日付で上高瀬村が廃止。